# Передрейка
Передрейка (бел. Перадрэйка, прежнее название в XIX веке — Жорвонка, Кирванка, Kirvanka, Жирванка) — деревня в Мозырском районе Гомельской области Беларуси. Входит в состав Осовецкого сельсовета.

## География

### Расположение
В 38 км на запад от Мозыря, 14 км от железнодорожной станции Птичь (на линии Гомель — Лунинец), 172 км от Гомеля.

## Транспортная сеть
Транспортные связи по просёлочной, затем автодороге Гомель — Лунинец. Планировка состоит из криволинейной широтной улицы. Застройка деревянная, усадебного типа.

## История
По письменным источникам известна с конца XIX века (точнее, после 1870 года) как село в Слобода-Скрыгаловской волости Мозырского уезда Минской губернии. На карте — трехверстке 1866—1887 года именуется как Жирванка.
В 1879 году упоминается в составе Скрыгаловского церковного прихода.
Согласно переписи 1897 года действовала водяная мельница.
По Списку населенных мест Минской губернии Ярмоловича В. С. 1909 года — хутор Мозырского уезда Слобода-Скрыгаловской волости, 1 стана, ближайшая железнодорожная станция Птичь Полесской ж/д (14 верст), ближайшее почтовое отделение — Скрыгалово (5 верст).
В 1917 году действовала школа, которая размещалась в наёмном крестьянском доме.
В 1920е годы в составе Мозырского округа Слободского района Осовецкого с/с.
В 1930 году организован колхоз «Красная Передрейка», работали водяная мельница и кузница. Во время Великой Отечественной войны в июле 1943 года оккупанты полностью сожгли деревню и убили 42 жителей. 15 января 1944 года партизаны освободили деревню и удерживали её до подхода частей Красной Армии. 21 житель погиб на фронте. Согласно переписи 1959 года в составе совхоза «Осовец» (центр — деревня Осовец).

## Население

### Численность
- 1909 год — 161 житель.
- 2004 год — 31 хозяйство, 47 жителей.

### Динамика
- 1897 год — 26 дворов 163 жителя (согласно переписи).
- 1917 год — 243 жителя.
- 1925 год — 53 двора.
- 1940 год — 60 дворов, 285 жителей.
- 1959 год — 246 жителей (согласно переписи).
- 2004 год — 31 хозяйство, 47 жителей.

## Известные уроженцы
- М. И. Шляга — генерал-полковник.